# 不丹佛教

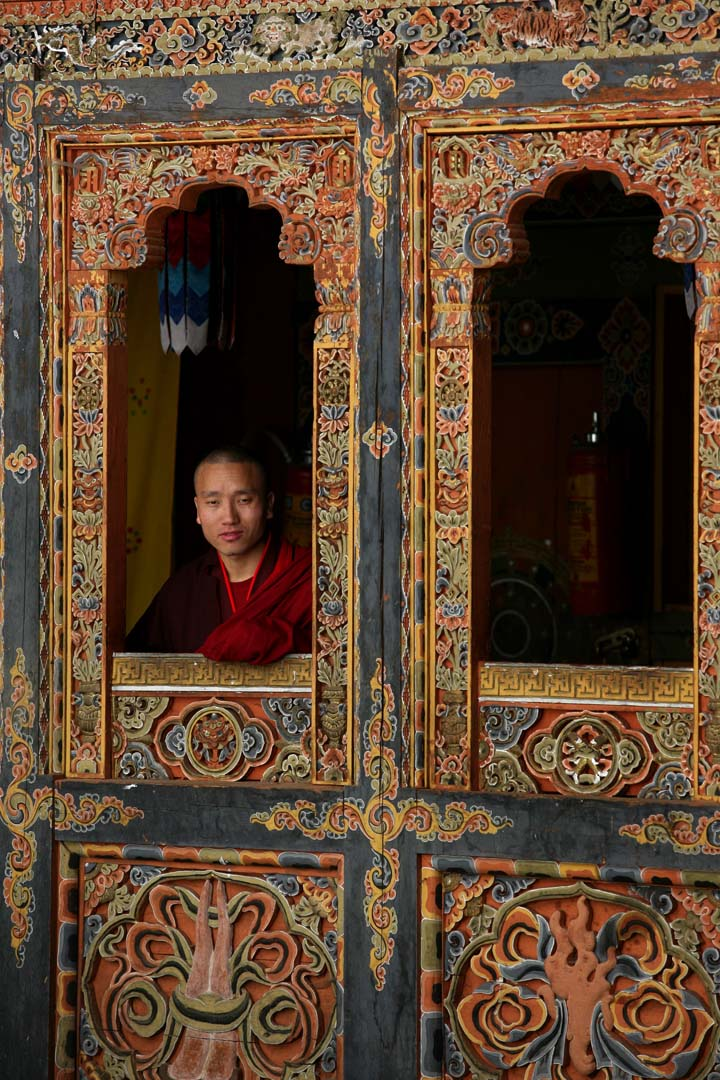
不丹寺院裡的僧侣。

藏傳佛教是不丹最大的宗教和國教，此外一些尼泊爾人種洛昌人也信奉印度教 。不丹主要信奉竹巴噶举派（噶舉派的分支），也有信仰寧瑪派、格魯派等。

## 歷史
不丹族群的主要來源是6世紀遷入的藏人，領土也受當時西藏政權管轄。7世紀以前，不丹和西藏腹地一樣普遍信仰苯教，後佛教隨著藏人傳入不丹，吐蕃国王松赞干布命人在今不丹中部的布姆唐宗和帕罗宗建造了两所寺院。
8世紀時蓮花生大士曾至不丹傳教。傳說蓮花生大士騎著老虎而來，位于不丹西部的塔克桑寺是不丹最古老、最神圣的一个寺院，其歷代祖古被認為是莲花生大士的應化身，“塔克桑”就是指大士乘坐的老虎。此時不丹還是西藏的邊陲。8世紀中葉到9世紀，不丹遷入大量康區藏人和錫金北部人，隨著朗達瑪政權的崩潰，不丹正式成爲獨立部落。
12世纪後，藏传佛教竹巴噶举派逐渐执掌权力，实行政教合一制。13世紀以後西藏腹地的喇嘛陸續到不丹傳教和統治，並將西藏的宗區劃制度，照搬到不丹設立宗區劃制度（如漢地的縣），拉巴噶举派、宁玛派、格魯派也在境內傳播，各佛教派別及其政治力量相互角逐。
1616年，西藏的竹巴噶举派喇嘛夏仲·阿旺朗杰進入不丹，利用地利人和，先后五次打败格鲁派（“五喇嘛之戰”），統一不丹，自立為竺克“夏仲”仁波切喇嘛（Shabdrung Rinpochhe Lama），奠定竹巴噶举派在不丹的絕對主流地位。“夏仲”（Shabdrung，或Zhabdrung），義爲法王，是政權和佛教的最高領袖頭銜。阿旺朗傑圓寂後，據說其身、口、意分成三個化身繼續統治不丹，直到1907年乌颜·旺楚克廢除政教合一、成為首任世俗國王。

## 現狀
居住在不丹西部、中部的、來自西藏的阿洛人（在中國境內稱為门巴族）信奉寧瑪派。其餘地方多信仰竹巴噶举派。不丹王室並不排斥二派，并稱兩者是一體。
不丹的佛教由不丹寺院事务委员会（又譯為不丹王国宗教部）管理。1989年，不丹寺院事务委员会中央寺院在廷布和普納卡有1000名左右的沙彌，各地方的寺院也有4000多名，整個不丹共有12000名僧侶，他們受最高僧官基堪布的統轄。